# マハラガマ
マハラガマ（シンハラ語: මහරගම、タミル語: மஹரகமை、英語: Maharagama）は、スリランカの西部州コロンボ県の都市である。スリランカ最大の都市コロンボの郊外に位置する都市で、コロンボ中心部からハイレベルロード（A4ハイウェイ）に沿って南東に15kmほどの地点にある。コロンボ都市圏の拡大により1980年代から急速に発展が進んだ地域の一つであり、半都市自治体である Urban Council が置かれている。 市域にはスーパーマーケットやデパート、衣料品店や食料品店といった、多くの店舗が揃っている。
また、マハラガマは多くのバス路線の通過点かつ発着点であり、他の郊外地域に向かうバス路線もまたここから発着している。市内にはケラニバレィーラインのマハラガマ駅もあり、ローカル線が都心のコロンボ・フォート駅やマラダーナ駅、また郊外のアビッサウェッラ駅との間で運行されている。

## 地区
市域には以下のような地区が含まれる。
- コッタワ
- タラワトゥゴダ
- Pamunuwa

## 人口
2012年における市域の民族別人口構成は以下の通りである。
| No | Ethnicity          | Population | % Of Total |
| -- | ------------------ | ---------- | ---------- |
| 1  | シンハラ人         | 187,363    | 95.90      |
| 2  | スリランカ・タミル | 3,107      | 1.59       |
| 3  | スリランカ・ムーア | 1,369      | 0.70       |
| 4  | バーガー人         | 1,343      | 0.68       |
| 5  | マレー人           | 1,143      | 0.58       |
| 6  | タミル人           | 529        | 0.27       |
| 7  | Bharatha           | 471        | 0.24       |
| 8  | Sri Lankan Chetty  | 82         | 0.04       |
| 9  | その他             | 16         | 0.00       |
| 10 | 合計               | 195,355    | 100        |